# Paspalum burmanii
Paspalum burmanii là một loài thực vật có hoa trong họ Hòa thảo. Loài này được Filg., Morrone & Zuloaga mô tả khoa học đầu tiên năm 2001.